# Piet Crous
Petrus Arnoldus Crous (ur. 2 lipca 1955 w Johannesburgu) – południowoafrykański bokser, były mistrz świata federacji WBA w wadze junior ciężkiej.

## Zawodowa kariera
Petrus zadebiutował na zawodowych ringach 14 listopada 1977 w wadze półciężkiej nokautując już w pierwszej rundzie swojego rodaka Barenda Steyna. w swojej trzynastej walce 2 listopada 1981 zdobył mistrzostwo Południowej Afryki pokonując na punkty Douga Lumleya. 1 grudnia 1984 zdobył mistrzostwo świata federacji WBA pokonując jednogłośnie Portorykańczyka Ossie Ocasio. 30 marca 1985 obronił pas pokonując Randy Stephens już w trzeciej rundzie. Pas mistrzowski stracił w swojej kolejnej walce przegrywając z Dwightem Qawi przez TKO w jedenastej rundzie, była to jego pierwsza porażka na zawodowych ringach. Po utracie pasa stoczył jeszcze cztery pojedynki przegrywając ostatni z nich 16 maja 1987 przez KO w siódmej rundzie po czym zakończył trwającą dziesięć lat karierę.